# Coco – Der neugierige Affe
Coco, der neugierige Affe (Original: Curious George) ist der Protagonist einer Reihe von vorwiegend in den USA bekannten Kinderbüchern mit gleichem Titel, geschrieben von Hans Augusto Rey und Margret Rey. Die Bücher handeln von einem neugierigen Affen namens Coco (englisch: George), der von dem Mann mit dem gelben Hut (im englischsprachigen Original: the man with the yellow hat) aus Afrika in seine Großstadt gebracht wird und bei ihm wohnt.

## Prämisse
In den Büchern geht es meist darum, dass sich George aufgrund seiner Neugier in Probleme stürzt, worauf ihn der Mann mit dem gelben Hut retten muss. Im Nachhinein lernt George meist aus seinen Fehlern. Da die Bücher hauptsächlich an Kinder gerichtet sind, sind sowohl die Probleme als auch die Moral leicht zu verstehen.

## Entstehung
Die Bücher wurden von dem Ehepaar Margret und Hans Augusto Rey geschrieben. Angefangen haben sie mit dem ersten Band der Serie Curious George im Jahre 1941. Zunächst wurden die Bücher jedoch nur H.A Rey zugeschrieben, damit die Bücher des Ehepaars von der Menge an Kinderbüchern, die von weiblichen Autoren geschrieben wurden, unterschieden werden konnten. Später wurden die Illustrationen Hans Augusto und der Text seiner Frau, Margret Rey, zugeschrieben. Die beiden schrieben noch viele weitere Kinderbücher, allerdings waren die Bücher über Curious George am erfolgreichsten. Sie wurden in den sechs Jahrzehnten seit dem Erscheinen des ersten Bands ständig neu herausgegeben und in 17 Sprachen übersetzt, darunter Jiddisch, Afrikaans und Braille. Derzeit werden die Bücher in den USA über den in Boston sitzenden Verleger Houghton Mifflin herausgegeben. Neuauflagen der deutschen Ausgaben erschienen bei Diogenes.

## Bücher
- Curious George (1941) (Dt. Erstausg. 1966 u.d.T. Coco, der neugierige Affe)
- Curious George Takes a Job (1947)
- Curious George Rides a Bike (1952) (dt. 1956: Coco fährt Rad)
- Curious George Gets a Medal (1957)
- Curious George Flies a Kite (1958)
- Curious George Learns the Alphabet (1963)
- Curious George Goes to the Hospital (1966) (dt. 1998: Coco kommt ins Krankenhaus)

## Kinofilm
Der Zeichentrick-Kinofilm ist in Deutschland unter dem Namen „Coco, der neugierige Affe“ erschienen. In den USA erschien der Film hingegen unter dem Originalnamen „Curious George“ am 10. Februar 2006. In Deutschland war der Kinostart der 25. Mai 2006.
Die Entstehung des Films dauerte außergewöhnlich lang, mindestens seit 1992 arbeitete man an ihm (wahrscheinlich aber auch schon lange vorher). Geschrieben wurde das Drehbuch von Michael McCullers, Daniel Gerson, Rob Baird, Joe Stillman und Karey Kirkpatrick.
Besonders das Lied „Upside Down“ von Jack Johnson des Soundtracks wurde zum großen Hit.

## Fernsehserie
Die 102-teilige Fernsehserie wird vom Kinderkanal von ARD und ZDF seit 2006 in regelmäßigen Abständen ausgestrahlt.
| Folgennummer | 1. Deutscher Titel                  | 1. Originaltitel                       | 2. Deutscher Titel                    | 2. Originaltitel                         |
| ------------ | ----------------------------------- | -------------------------------------- | ------------------------------------- | ---------------------------------------- |
| 1            | Ein stürmischer Tag                 | Curious George Flies a Kite            | Coco, der Wissenschaftler             | From Scratch                             |
| 2            | Der Vogel mit dem Ring              | Curious George’s Home for Pigeons      | Die gute Tat                          | Out of Order                             |
| 3            | Ein Dutzend Donuts                  | Zeros to Donuts                        | Der neue Teppich                      | Curious George, Stain Remover            |
| 4            | Der Boots-Wettbewerb                | Buoy Wonder                            | Coco auf Rollschuhen                  | Roller Monkey                            |
| 5            | Coco und die Kuckucksuhr            | Curious George On Time                 | Wo sind die Kaninchen?                | Curious George’s Bunny Hunt              |
| 6            | Der Schlabber-Zauber-Topf           | Curious George Takes a Job             | Coco ganz mutig                       | Curious George Takes Another Job         |
| 7            | Das Paket-Durcheinander             | Curious George, Door Monkey            | Coco geht verloren                    | Curious George Goes Up the River         |
| 8            | Der unsichtbare Gast                | Curious George and the Invisible Sound | Coco, der Verpackungskünstler         | Curious George, A Peeling Monkey         |
| 9            | Die Hundeschau                      | Curious George, Dog Counter            | Coco, das Eichhörnchen                | Squirrel For a Day                       |
| 10           | Kaulquappen-Überraschung            | Curious George Discovers the 'Poles    | Gemeinsam stark                       | Curious George Finds His Way             |
| 11           | Die Tümpelenten                     | Water to Ducks                         | Kleine und große Magnete              | Animal Magnetism                         |
| 12           | Der Affen-Doktor                    | Doctor Monkey                          | Auf der Baustelle                     | Curious George the Architect             |
| 13           | Allein im Zoo                       | Zoo Night                              | Charki, der Ausreißer                 | Charkie Escapes                          |
| 14           | Ein Affe im Weltall                 | Curious George’s Rocket Ride           | Stationsvorsteher Coco                | Curious George, Train Master             |
| 15           | Coco baut einen Staudamm            | Curious George and the Dam Builders    | Verlieren und gewinnen                | Curious George’s Low High Score          |
| 16           | Unzählige Sterne                    | Curious George Sees Stars              | Der Preis aus Eis                     | Curious George Gets a Trophy             |
| 17           | Der Limonadenverkäufer              | George Makes a Stand                   | Rot, Grün, Gelb                       | Curious George Sees the Light            |
| 18           | Kostenlose Kostproben               | Candy Counter                          | Coco, der Rettungsaffe                | Curious George, Rescue Monkey            |
| 19           | Das perfekte Rezept                 | The Truth About George Burgers         | Die Monster-Höhle                     | Curious George in the Dark               |
| 20           | Der tadellose gelbe Hut             | The Clean, Perfect Yellow Hat          | Bienen-Alarm                          | Bee is for Bear                          |
| 21           | Die Geburtstags-Überraschungs-Party | Surprise Quints                        | Schlamm und Seifenblasen              | Muddy Monkey                             |
| 22           | Auf dem Flughafen                   | Curious George Takes a Vacation        | Ein verirrter Aal                     | Curious George and the One That Got Away |
| 23           | Schnee und heißer Kakao             | Ski Monkey                             | Der unsichtbare Verkäufer             | George the Grocer                        |
| 24           | Für Kühe verboten                   | Keep Out Cows                          | Der Dinosaurierforscher               | Curious George and the Missing Piece     |
| 25           | Der Camping-Ausflug                 | Camping With Hundley                   | Die Turbo Python 3000                 | Curious George vs. the Turbo Python 3000 |
| 26           | Das gebrochene Bein                 | Ein echter Zeitungsjunge               | Curious George Rides A Bike           |                                          |
| 27           | Cocos Haustierband                  | The All-Animal Recycled Band           | Der Tag am Strand                     | The Times of Sand                        |
| 28           | Der Elefant von obendrüber          | The Elephant Upstairs                  | Das Äffchen als Hund                  | Being Hundley                            |
| 29           | Das vierte Rad am Wagen             | George fixes Betsy’s Wagon             | Schildkröten-Kummer                   | Curious George Takes a Dive              |
| 30           | Kunststücke auf dem Seil            | Unbalanced                             | Die Tage vor dem Schnee               | Curious George vs. Winter                |
| 31           | Ein Abenteuer in den Wolken         | Up, Up and Away                        | Ein echtes Stinktier                  | Skunked                                  |
| 32           | Rettung der Erdhörnchen             | Monkey Underground                     | Katzenliebe                           | Cat Mother                               |
| 33           | Coco baut ein Baumhaus              | Up A Tree                              | Die Jagd nach dem Müllauto            | Curious George and the Trash             |
| 34           | Coco und die Tonleiter              | Curious George Gets All Keyed Up       | Der Bowlingwettkampf                  | Gutter Monkey                            |
| 35           | Mission Riesenteleskop              | Grease Monkey in Space                 | Hören, sehen, tasten …                | Piñata Vision                            |
| 36           | Der doppelte Hektor                 | All New Hundley                        | Schilder-Durcheinander                | Signs Up                                 |
| 37           | Das einzigartige Gemälde            | Color Me Monkey                        | Eine Torte als Eilzustellung          | Special Delivery Monkey                  |
| 38           | Hektor kommt ins Tierheim           | Free Hundley                           | Die Tüten-Einpack-Olympiade           | Bag Monkey                               |
| 39           | Die große Talentshow                | Monkey Stagehand                       | Der Zaubergarten                      | The Magic Garden                         |
| 40           | Verstopfte Rohre                    | Curious George, Plumber’s Helper       | Die lange Wanderung                   | Curious George Takes a Hike              |
| 41           | Der gelbe Affen-Spaß-Hut            | The Fully Automatic Fun Hat            | Geschöpfe der Nacht                   | Creatures of the Night                   |
| 42           | Unheimlich Keller-Geräusche         | Scaredy Dog                            | Coco stellt die Uhr zurück            | Say Goodnight, George                    |
| 43           | Eine Brücke für die Küken           | A Bridge to Farm                       | Coco als Krankenschwester             | Monkey Fever                             |
| 44           | Der Super-Affen-Spion               | Curious George, Spy Monkey             | Coco und die Hebelkraft               | Castle Keep                              |
| 45           | Roboter mit Affenantrieb            | Robot Monkey Hullabaloo                | Haustier-Hüter-Affe                   | Curious George and the Slithery Day      |
| 46           | Der Spinnen-Affe                    | Curious George, Web Master             | Coco und der Winterschlaf             | The Big Sleepy                           |
| 47           | Der Pirat mit dem gelben Hut        | Curious George Sinks the Pirates       | Coco und sein Sparschwein             | This Little Piggy                        |
| 48           | Hektor, der Königshund              | King Doggie                            | Die Glückskappe                       | The Lucky Cap                            |
| 49           | Meeresaffe auf Satellitensuche      | Curious George, Sea Monkey             | Kein Kinderspiel                      | Old McGeorgie Had a Farm                 |
| 50           | Coco, der Dirigent                  | Curious George Beats the Band          | Ein sehr tiefes Loch                  | Hats and a Hole                          |
| 51           | Antarktis-Expedition                | Ice Station Monkey                     | Die perfekte Mohrrübe                 | The Perfect Carrot                       |
| 52           | Jeder Apfel ist wichtig             | Curious George Meets The Press         | Ein Schneemann im Sommer              | Snow Use                                 |
| 53           | Hopsi und das Vogelfutter           | For The Birds                          | Das Dino-Puzzle                       | Curious George-Asaurus                   |
| 54           | Jede Menge Kompost                  | Mulch Ado About Nothing                | Das Gerümpel muss raus                | What Goes Up                             |
| 55           | Labyrinth im Maisfeld               | The Amazing Maze Race                  | Farbexperimente                       | The Color Of Monkey                      |
| 56           | Der Mann mit den Affenhänden        | Man With the Monkey Hands              | Der Murmeltier-Schatten               | Whistle-Pig Wednesday                    |
| 57           | Das Regenwurm-Rennen                | George Digs Worms                      | Aus alt mach neu                      | Everything Old Is New Again              |
| 58           | Eine wichtige Verabredung           | Wheels on the Bus                      | Ärger mit den Gemüsesamen             | Seed Trouble                             |
| 59           | Viele, viele Flummis                | Fun-Ball Tally                         | Wie wird das Wetter?                  | Red Sky at Night, Monkey’s Delight       |
| 60           | Der Segelausflug                    | Shipwrecked With Hundley               | Der Schatz am Ende des Regenbogens    | Chasing Rainbows                         |
| 61           | Gnocci, die Vorkosterin             | Gnocchi The Critic                     | Coco räumt auf                        | George Cleans Up                         |
| 62           | Ein erholsamer Tag                  | Paket und Hund                         | The Box and the Hound                 |                                          |
| 63           | Der Übernachtungsbesuch             | Night of the Weiner Dog                | Der Spurensucher                      | Animal Trackers                          |
| 64           | Die Spaghetti-Schnur                | George Measures Up                     | Hitze macht erfinderisch              | Something New Under the Sun              |
| 65           | Movie House Monkey                  | Backen mit Coco                        | Cooking With Monkey                   |                                          |
| 66           | Coco als Trainer                    | Curious George, Personal Trainer       | Ausflug der Sprossen                  | Sprout Outing                            |
| 67           | Cocos Saftexperiment                | Juicy George                           | Coco macht Reklame                    | The Big Picture                          |
| 68           | Viel Spaß mit Kati Ups              | George Meets Allie-Whoops              | Gefangen im Keller                    | Hundley’s Great Escape                   |
| 69           | Auf der Jagd nach bösen Keimen      | The Inside Story                       | Coco rettet einen kleinen Fisch       | Little Fish, Littler Pond                |
| 70           | Coco in der Vorschule               | Guest Monkey                           | Coco, der Hundetrainer                | Charkie Goes to School                   |
| 71           | Stadtmusikanten                     | George and Marco Sound It Out          | Eine ungewöhnliche Entenmama          | A Monkey’s Duckling                      |
| 72           | Das Seifenkistenrennen              | Downhill Racer                         | Ein eifriger Bücheraffe               | Book Monkey                              |
| 73           | U-Bahn-Chaos                        | George’s Super Subway Adventure        | Well Done, George                     |                                          |
| 74           | Tauschhandel mit Tücken             | Trader George                          | Die Chamäleon-Einfang-Aktion          | One in a Million Chameleon               |
| 75           | Überraschung zum Geburtstag         | Monkey-Size Me                         | Wo ist Yorbo?                         | Metal Detective                          |
| 76           | Der Punktezähler                    | George’s Home Run                      | Die Nacht im Iglu                     | Monkey On Ice                            |
| 77           | Der Nachtisch-Automat               | George-O-Matic                         | Ein Schal im Frühling                 | Curious George, Sheep Herder             |
| 78           | Wie im Wilden Westen                | Go West, Young Monkey                  | Vietnamesisches Gemüse                | Meet the New Neighbors                   |
| 79           | Follow That Boat                    | Eine Windmühle für die Vogelscheuche   | Windmill Monkey                       |                                          |
| 80           | Muttertag                           | Mother’s Day Surprise                  | Die Turn-Meister                      | Jungle Gym                               |
| 81           | Tanzen leicht gemacht               | School of Dance                        | Krach im Hühnerstall                  | Curious George Sounds Off                |
| 82           | Drachenwetter                       | George Buys A Kite                     | Lichtspiele                           | Train of Light                           |
| 83           | Wer bietet mehr?                    | Auctioneer George                      | Die Socken-Oper                       | Sock Monkey Opera                        |
| 84           | Ein giganormes Matschwerk           | George and the Giant Thumb             | Foto-Coco                             | Shutter Monkey                           |
| 85           | Auf Hamsterjagd                     | Hamster Cam                            | Der beste Detektiv der Welt           | The Great Monkey Detective               |
| 86           | Die Windsinfonie                    | Wind Symphony                          | Die Autowaschanlage                   | George and Allie’s Automated Car Wash    |
| 87           | Das große Krabbeln                  | Feeling Antsy                          | Der Sirupbaum                         | Maple Monkey Madness                     |
| 88           | Im Radiosender                      | DJ George                              | Sandige Farben                        | Curious George Paints The Desert         |
| 89           | Straßenschätze                      | Junky Monkey                           | Ein Haus für Hopsi                    | Jumpy Warms Up                           |
| 90           | Was treibt Gnocci?                  | No Knowing Gnocchi                     | Ebbe und Flut                         | Here Comes The Tide                      |
| 91           | Tierische Abenteuer in Australien   | Monkey Down Under                      | Auf der Suche nach den Wunschtierchen | Bright Lights, Little Monkey             |
| 92           | Glitzerspielzeug                    | We Otter be Friends                    | Der Ritterschlag                      | Sir George and the Dragon                |
| 93           | Hektor, der Raupen-Papa             | Hundley Jr.                            | Wind in den Segeln                    | Curious George Gets Winded               |
| 94           | Die Feuerwehrprüfung                | Where’s The Firedog                    | Toots und die Keimetten               | Toot Toot Tootsie Goodbye                |
| 95           | Die Honigwabe                       | Honey of a Monkey                      | Ein einsames Ei                       | Curious George’s Egg Hunt                |
| 96           | Der Ziegen-Rasenmäher-Dienst        | George and Allie’s Lawn Service        | Auf der Jagd nach Formen und Punkten  | Curious George’s Scavenger Hunt          |
| 97           | Spielzeug-Affe                      |                                        | Übung macht die Meisterin             |                                          |
| 98           | Das Affenbadoline-Ding              |                                        | Bei den Clowns                        |                                          |
| 99           | Fehlgesteuert                       |                                        | Grunzi muss trainieren                |                                          |
| 100          | Auf der Suche nach den Sternen      |                                        | Die Rettung der Eins                  |                                          |
| 101          | Hector ganz groß                    |                                        | Der Trick mit den Strohhalmen         |                                          |
| 102          | Der rote Planet                     |                                        | Tortilla-Express                      |                                          |

### Trivia
Am 29. Mai 2016 wurde im ZDF in einer Wiederholung im morgendlichen Kinderprogramm statt Coco für eine halbe Stunde der Film Halloween – Die Nacht des Grauens gezeigt, bis der Sender es bemerkte.